# Agnes Marshall
Agnes Bertha Marshall (nascida Agnes Beere Smith; Walthamstow, 24 de agosto de 1852 — Pinner, 29 de julho de 1905) foi uma empresária gastrônoma inglesa, inventora e chefe celebridade. Uma empresária incomumente proeminente para sua época, Marshall era particularmente conhecida por seu trabalho com sorvetes e outras sobremesas congeladas, que na Inglaterra vitoriana lhe valeu o apelido de "Rainha dos Gelados". Marshall popularizou o sorvete na Inglaterra e em outros lugares, numa época em que ainda era uma novidade e é frequentemente considerado o inventor da moderna casquinha de sorvete. Através de seu trabalho, Marshall pode ser o grande responsável pela aparência e pela popularidade do sorvete hoje.
Ela começou sua carreira em 1883 com a fundação da Marshall's School of Cookery, que ensinava culinária inglesa e francesa de alta qualidade e se tornou uma renomada escola de culinária. Ela escreveu quatro livros de receitas bem recebidos, dois dos quais dedicados a sorvetes e outras sobremesas. Juntamente com seu marido Alfred, Marshall administrava vários negócios diferentes. A partir de 1886, ela publicou sua própria revista, The Table, que incluía receitas semanais e, às vezes, artigos escritos por Marshall sobre diversos assuntos, tanto sérios quanto frívolos.
Embora ela fosse uma das cozinheiras mais célebres de seu tempo e uma das principais escritoras de culinária da era vitoriana, Marshall rapidamente caiu na obscuridade após sua morte e foi em grande parte esquecida. No entanto, a tecnologia inventada ou conceptualizada por Marshall, incluindo o seu congelador de gelados e a ideia de criar gelados com a utilização de nitrogênio líquido, tornou-se desde então repopularizada.

## Vida pessoal
Durante anos acreditou-se que Agnes Bertha Smith nasceu em 24 de agosto de 1855 em Walthamstow, Essex, e era filha de John Smith, que trabalhava como escriturário, e de sua esposa Susan.
Uma pesquisa recente descobriu que ela era três anos mais velha do que afirmava; e sua certidão de nascimento mostra que ela nasceu em 24 de agosto de 1852 em Haggerston, no East End de Londres, como Agnes Beere Smith, filha ilegítima de Susan Smith. O seu nascimento foi registado da forma habitual para nascimentos ilegítimos, com o apelido da mãe e com o nome do pai, 'Beere', como nome próprio adicional. Ela foi criada por sua avó materna, Sarah Smith, em Walthamstow, e pode ser encontrada morando lá no censo de 1861.
Sua mãe, Susan, teve mais três filhos ilegítimos com um homem chamado Charles Wells: Mary Sarah Wells Smith (1859), John Osborn Wells Smith (1863) e Ada Martha Wells Smith (1868). Susan e Charles Wells se casaram em 1869, e os filhos depois disso descartaram o sobrenome Smith.
Nada se sabe sobre como, onde ou quando ela aprendeu a cozinhar. De acordo com um artigo posterior no Pall Mall Gazette, ela "fez um estudo aprofundado de culinária desde criança e praticou em Paris e com chefs célebres de Viena". No prefácio de seu primeiro livro, Marshall escreveu que havia recebido "treinamento prático e lições, ao longo de vários anos, das principais autoridades inglesas e continentais". Isto parece improvável, vindo de uma origem pobre no East End de Londres, e a certidão de nascimento de 1878 da sua filha Ethel descreve-a como uma empregada doméstica. Ela provavelmente tem dezoito anos, nasceu em Walthamstow e trabalhava como empregada de cozinha em Ayot St Lawrence, Herts., No censo de 1871.
Em abril de 1878, "Agnes Beer [sic] Smith", empregada doméstica, deu à luz uma filha, Ethel Doyle Smith, em Dalston e a certidão de nascimento indica que o nome do pai era Doyle, e não, como geralmente se supõe, de seu futuro marido. Poucos meses depois, em 17 de agosto de 1878, ela se casou com Alfred William Marshall, filho de um construtor chamado Thomas Marshall, na Igreja de St. George, Hanover Square. O casal teve três filhos: Agnes Alfreda (chamada "Aggie", nascida em 1879), Alfred Harold (nascido em 1880) e William Edward (nascido em 1882). A filha Ethel foi criada como membro da família; e em alguma data Agnes mudou seu segundo nome para Bertha.

## Carreira

### Empreendimentos comerciais eThe Book of Ices

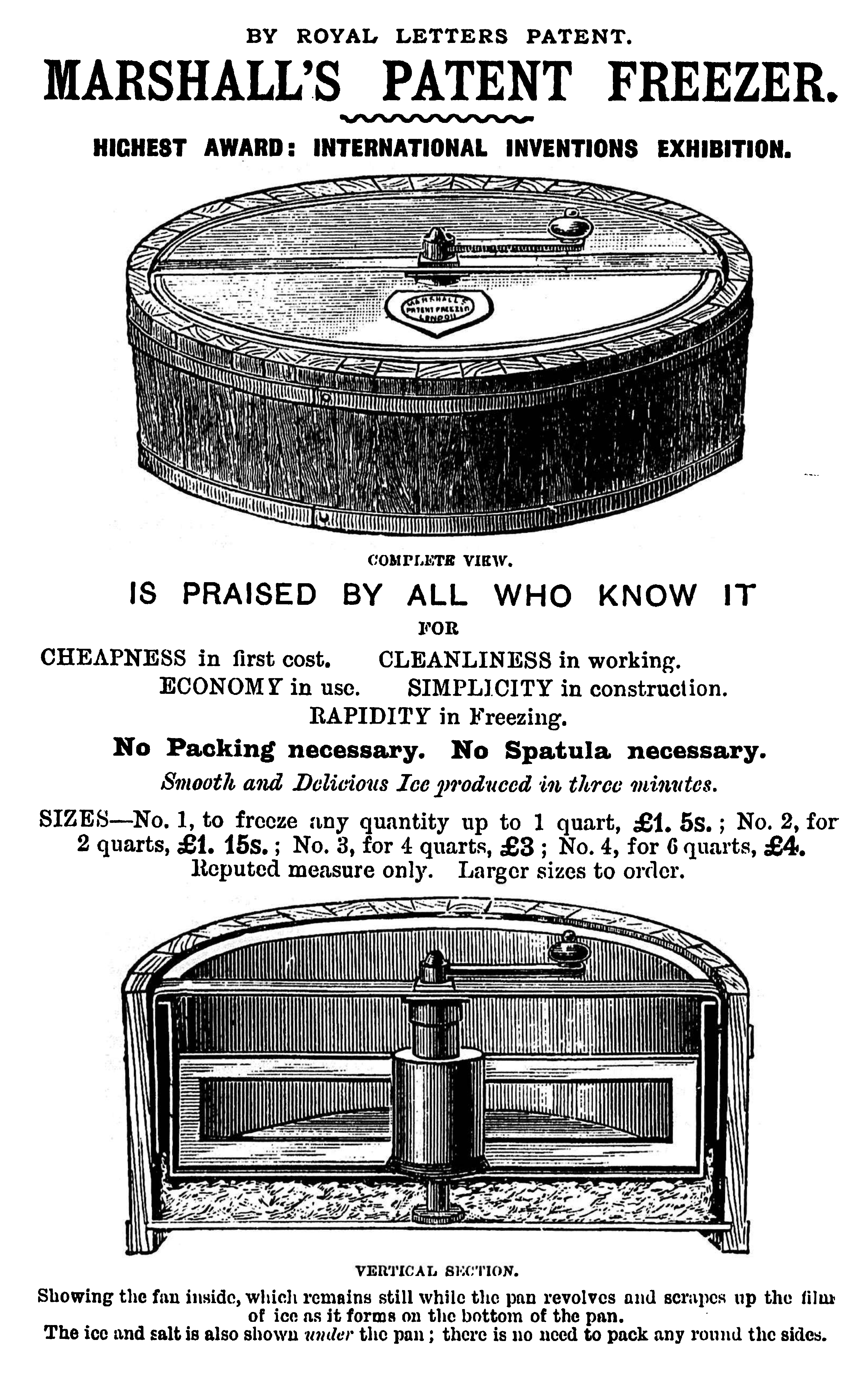
Anúncio do Freezer de Patentes Marshall

Marshall era uma mulher de negócios formidável, mesmo para os padrões modernos. Em janeiro de 1883, ela e seu marido adquiriram a escola de culinária Lavenue, situada em 67 Mortimer St., e a renomearam como Marshall's School of Cookery.
A escola foi fundada por Felix Lavenue, pseudônimo do inglês Charles Shepperd, falecido em 1864. Em 1883, era dirigida por sua filha, Agnes Mary Lavenue, e ela morreu em Tunbridge Wells poucos meses após a venda. Os livros de taxas de Marylebone mostram que 67 Mortimer Street estava programado para demolição em 1883, e logo após a compra, os Marshalls mudaram a escola para 30 Mortimer St. Ada trabalhou por um tempo como governanta. Os registros originais da transação não sobreviveram, mas evidências posteriores sugerem que o casal comprou a escola juntos, e isso era incomum, pois as mulheres só muito recentemente conquistaram o direito legal de comprar propriedades por meio da Lei de Propriedade de Mulheres Casadas de 1882.
A Escola de Culinária Marshall's ensinava principalmente uma mistura de culinária inglesa e francesa de alta qualidade e rapidamente se tornou uma das duas principais escolas de culinária da cidade, ao lado da Escola Nacional de Treinamento de Culinária. Um ano após o início da operação da escola, Marshall dava aulas para até quarenta alunos, cinco a seis vezes por semana e, em poucos anos, a escola teria cerca de dois mil alunos, ministrados aulas de culinária por especialistas proeminentes. Entre as palestras oferecidas na escola estavam aulas de preparo de curry, ministradas por um coronel inglês que já havia servido na Índia, e aulas de culinária francesa sofisticada ministradas por um graduado do Le Cordon Bleu. O casal também administrava um negócio de criação e varejo de equipamentos de cozinha, uma agência que fornecia pessoal doméstico, além de uma loja de alimentos que vendia aromas, temperos e xaropes.
Em 1885, Marshall escreveu e publicou seu primeiro livro, The Book of Ices, que continha 177 receitas diferentes de sorvetes e sobremesas. The Book of Ices foi publicado pela própria escola de culinária e foi bem escrito e totalmente ilustrado. Além das receitas, o livro também promoveu algumas das invenções de Marshall relacionadas ao sorvete, incluindo o Marshall's Patent Freezer. The Book of Ices recebeu críticas favoráveis da crítica, mas recebeu atenção principalmente de vários jornais locais e não chegou à mídia nacional.
O Marshall's Patent Freezer, patenteado por seu marido, foi capaz de congelar meio litro de sorvete em menos de cinco minutos e seu design permanece mais rápido e confiável do que muitas máquinas elétricas modernas de sorvete. Marshall também projetou uma extensa linha de mais de mil moldes diferentes para uso com sorvete. Ela também inventou uma "máquina quebra-gelo", uma "caverna de gelo" (uma caixa isolada para guardar sorvete) e diversos utensílios de cozinha e ingredientes alimentícios, vendidos por sua empresa.

### The TableeA Pretty Luncheon

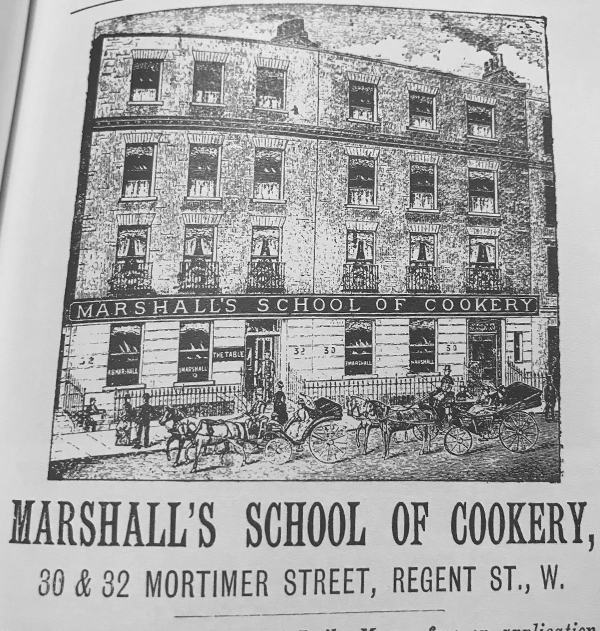
Anuncio para a Marshall's School of Cookery

A partir de 1886, Marshall e seu marido publicaram a revista The Table, um jornal semanal sobre "Culinária, Gastronomia [e] diversões alimentares". Cada edição da The Table era acompanhada por uma receita semanal contribuída por Marshall e durante os primeiros seis meses (e periodicamente a partir de então) a revista também incluía artigos semanais escritos por Marshall sobre uma variedade de assuntos pelos quais ela se interessava. Deith, esses artigos foram escritos em um "estilo Jane Austenesco tagarela, espirituoso e irônico". Entre os artigos que ela escreveu estavam reflexões sobre hobbies como andar de bicicleta, jogar tênis e jardinagem, bem como ataques vigorosos à Escola Nacional de Treinamento de Culinária (a principal concorrente de sua própria escola). Ela também publicou artigos em apoio à melhoria das condições de trabalho dos funcionários da cozinha em casas aristocráticas, que escreveu "receberam menos respeito do que cavalos de carruagem". A certa altura, Marshall escreveu um artigo altamente crítico sobre um empreendimento financeiro de Horatio Bottomley, que imprimiu The Table, que resultou na ameaça de Bottomley com ação legal (que nunca se materializou) e na recusa de imprimir material crítico futuro. Marshall respondeu simplesmente chamando Bottomley de "atrevido" e fazendo parceria com outro impressor.
Em 1887, Marshall estava se preparando para publicar seu segundo livro, Mrs A.B. Marshall's Book of Cookery, com publicação prevista para fevereiro de 1888. Desejando atingir um público mais amplo do que o que teve com The Book of Ices, Marshall decidiu embarcar em uma turnê promocional pela Inglaterra que ela apelidou de A Pretty Luncheon. Além de divulgar o próximo livro, o passeio também serviu para chamar a atenção para sua escola de culinária e seus diversos negócios. A turnê viu Marshall preparar refeições para um grande público, auxiliado no palco por uma equipe de assistentes. A Pretty Luncheon começou em agosto de 1888, com os shows realizados em Birmingham, Manchester, Leeds, Newcastle e Glasgow . Nos dias 15 e 22 de outubro, Marshall realizou dois shows sucessivos no Willis's Rooms em Londres, que receberam aclamação unânime e generalizada da crítica. Encorajado pelo sucesso da primeira parte da turnê, Marshall embarcou na segunda parte da turnê no outono e inverno, cozinhando para públicos em Bath, Brighton, Bristol, Cheltenham, Colchester, Leicester, Liverpool, Nottingham, Plymouth., Shrewsbury, Southampton e Worcester . Alguns de seus shows tiveram de 500 a 600 participantes na plateia. De acordo com Deith, A Pretty Luncheon fez de Marshall "o cozinheiro mais falado da Inglaterra" e "o cozinheiro mais conhecido desde Soyer ".

### Outros escritos e final de carreira
Após alguns atrasos, Mrs A. B. Marshall's Book of Cookery foi publicado em 12 de maio de 1888. Bem planejado, bem escrito e organizado de forma prática, o livro foi um enorme sucesso, vendendo mais de 60.000 exemplares e sendo publicado em quinze edições.
O Book of Cookery consolidou a reputação de Marshall entre os cozinheiros proeminentes da Inglaterra. No Book of Cookery, Marshall mencionou colocar sorvete em uma casquinha comestível, a primeira referência conhecida em inglês a casquinhas de sorvete. Sua casquinha, que ela chamava de “corneta”, era feita de amêndoas moídas e pode ter sido a primeira casquinha de sorvete portátil e comestível. A corneta de Marshall tinha pouca semelhança com sua contraparte moderna e era destinada a ser comida com utensílios, mas Marshall é frequentemente considerado o inventor da moderna casquinha de sorvete.
No verão de 1888, Marshall fez uma viagem aos Estados Unidos. Sua palestra recebeu uma crítica positiva no Philadelphia Bulletin, mas ela não alcançou o mesmo nível de aclamação na América que alcançou na Inglaterra. Está registrado que Marshall forneceu jantares de Natal para os "Pobres Famintos" em Stepney e Poplar, em Londres, em 1889. Ela também forneceu sopa quente aos pobres durante o inverno daquele ano.
Book of Cookery foi seguido por seu terceiro livro, Mrs. A.B. Marshall's Larger Cookery Book of Extra Recipes (1891), dedicado "com permissão" à Princesa Helena e dedicado a uma culinária mais sofisticada do que o livro anterior. Seu quarto e último livro, Fancy Ices, foi publicado em 1894 e foi uma continuação de The Book of Ices. Os livros de culinária escritos por Marshall continham receitas que ela mesma havia criado, ao contrário de muitos outros livros da época, que eram simplesmente compilações de trabalhos de outros, e ela garantiu aos leitores que ela mesma havia experimentado todas as receitas. Entre os vários alimentos apresentados, os livros de Marshall contêm a primeira receita escrita conhecida de manteiga de rum Cumberland.
Na década de 1890, Marshall também retomou seus artigos semanais sobre vários assuntos na The Table, escrevendo sobre temas sérios e frívolos. Entre os artigos que escreveu durante este período estavam reflexões sobre a má qualidade dos alimentos nos comboios e nas estações ferroviárias, uma denúncia dos alimentos enlatados, um lamento sobre a falta de tomates de boa qualidade na sua região, apoio aos direitos das mulheres, críticas à superstição e especulações sobre a tecnologia futura. Ela fez diversas previsões corretas para o futuro; Marshall previu que os automóveis "revolucionariam o comércio e facilitariam as viagens do futuro", especulou sobre como os caminhões refrigerados poderiam ser usados para entregar alimentos frescos em todo o país, previu que lojas maiores tirariam do mercado pequenas lojas de provisões e que água purificada quimicamente poderá um dia ser fornecido a todos os lares como algo natural. Marshall estava muito interessada em desenvolvimentos tecnológicos e sua loja foi uma das primeiras a adotar tecnologias como a máquina de lavar louça, o teasmade e as portas automáticas.

## Morte e legado

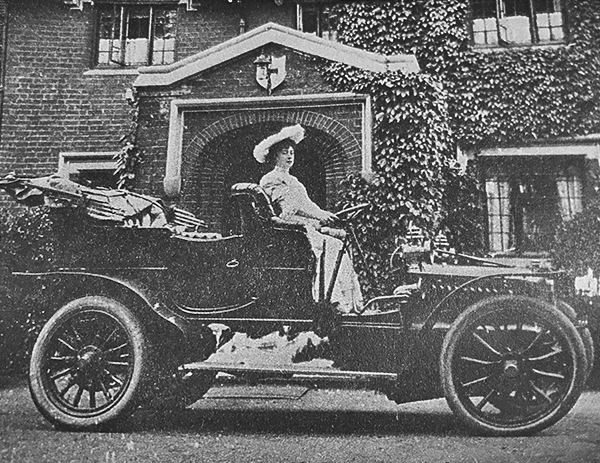
Fotografia do início de 1900 de Agnes Marshall em um carro

Em 1904, Marshall caiu de um cavalo e sofreu ferimentos dos quais nunca se recuperou adequadamente. Ela morreu de câncer no ano seguinte, em 29 de julho de 1905, em The Towers, Pinner. The Towers foi uma grande propriedade comprada e reformada por Marshall em 1891. Marshall foi cremada no Crematório Golders Green e suas cinzas foram enterradas no Cemitério Paines Lane em Pinner. Alfred se casou novamente um ano após sua morte com Gertrude Walsh, uma ex-secretária que Marshall havia demitido anteriormente. Os dois provavelmente tiveram um caso antes da morte de Marshall. O filho deles, Alfred, morreu em 1907 e suas cinzas foram enterradas ao lado das de Marshall. O Alfred mais velho morreu em 1917 em Nice durante a Primeira Guerra Mundial; suas cinzas foram, a seu pedido, também enterradas ao lado das de Marshall em 1920.
Marshall foi uma das cozinheiras mais célebres de seu tempo e uma das principais escritoras de culinária da era vitoriana, especialmente sobre sorvetes. Suas receitas eram conhecidas pelo detalhe, simplicidade e precisão. Por seu trabalho com sorvetes e outras sobremesas congeladas, Marshall durante sua vida ganhou o apelido de "Rainha dos Gelados". Apenas um único livro sobre sorvete é conhecido na Inglaterra antes do trabalho de Marshall e ela ajudou a popularizar o sorvete em uma época em que o conceito ainda era novo na Inglaterra e em outros lugares, especialmente por meio do freezer portátil de sorvete e da casquinha de sorvete. Antes dos escritos e inovações de Marshall, o sorvete era frequentemente vendido congelado em barras de metal que precisavam ser devolvidos depois de tudo ter sido lambido e era apreciado principalmente apenas pelas classes mais altas. Ela aumentou a popularidade do sorvete a tal ponto que foi creditada por causar um aumento nas importações de gelo da Noruega. Em 1901, ela se tornou a primeira pessoa conhecida a sugerir o uso de nitrogênio líquido para congelar sorvetes (e a primeira a sugerir o uso de gás liquefeito em alimentos em geral). Marshall imaginou que este seria o método ideal para fazer sorvete, já que o sorvete poderia ser criado em segundos e os cristais de gelo resultantes desse método seriam minúsculos, conforme desejado.
Apesar de sua fama em vida, a reputação de Marshall declinou rapidamente após sua morte e seu nome caiu na obscuridade. Seu marido continuou a administrar seus negócios, mas eles recusaram sem a personalidade e o impulso de Marshall. Em 1921, a empresa foi vendida e tornou-se uma empresa limitada e em 1954 encerrou suas atividades. A escola de culinária de Marshall permaneceu em funcionamento até a eclosão da Segunda Guerra Mundial. A Tabela também continuou a ser publicada aproximadamente na mesma época. Os direitos de seus livros foram vendidos para a editora Ward Lock em algum momento de 1927 ou 1928, embora Ward Lock tivesse pouco interesse em mantê-los impressos. Na década de 1950, um incêndio destruiu muitos dos documentos pessoais de Marshall, o que a empurrou ainda mais para a obscuridade.
Mais recentemente, a partir do final do século 20, a reputação de Marshall foi restaurada como um dos cozinheiros mais proeminentes da era vitoriana. A escritora de culinária Elizabeth David referiu-se a ela como a "famosa Sra. Marshall" no Harvest of the Cold Months (1994), publicado postumamente, e a autora Robin Weir declarou que ela era "a maior sorveteira vitoriana" em um estudo biográfico de 1998. . Weir avaliou Marshall em 2015 como uma "indústria única de uma mulher só", cujas conquistas foram "indiscutivelmente inigualáveis" e que "merece muito mais crédito do que lhe foi dado pela história". Desde o final do século 20, os livros de Marshall foram reimpressos mais uma vez e os freezers de sorvete baseados em seus designs originais estão novamente em uso comercial. Usar nitrogênio líquido para congelar sorvetes também se tornou uma tendência cada vez mais popular. Uma sorveteria de nitrogênio líquido inspirada na técnica proposta por Marshall foi inaugurada em 2014 em St. Louis, Missouri e chamada de "Ices Plain & Fancy" em homenagem a seu livro.